# Egica

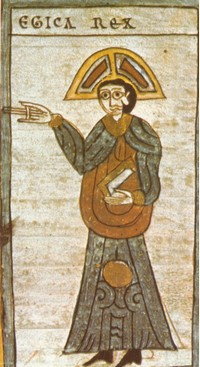
Egica, Abbildung aus dem Codex Vigilanus (976)

Egica (Flavius Egica; † November/Dezember 702) war König der Westgoten vom 15. November 687 bis November/Dezember 702.

## Herkunft und Regierungsantritt
Egica war ein Verwandter (wahrscheinlich Neffe) des Königs Wamba (672–680). Wamba war im Jahr 680 von seinem Nachfolger Erwig (680–687) durch eine Hofintrige gestürzt worden. Erwig verheiratete seine Tochter Cixilo mit Egica, wohl um einen Ausgleich mit der mächtigen Sippe Wambas herbeizuführen. Als Erwig tödlich erkrankte, designierte er am 14. November 687 Egica zu seinem Nachfolger und dankte am folgenden Tag ab, worauf Egica sofort die Regierung antrat. Am 24. November erhielt Egica in Toledo die Königssalbung. Eine Königswahl fand nicht statt.
Egica war seinem Vorgänger feindlich gesinnt. Unklar ist, warum Erwig diesen Angehörigen einer gegnerischen Sippe zu seinem Schwiegersohn und Nachfolger machte, obwohl er selbst Söhne hatte, die ihn überlebten. Vermutlich hatte er relativ wenig Rückhalt und sah sich daher gezwungen, den Angehörigen und Anhängern seines Vorgängers diese Konzession zu machen.

## Regierung
Schon bald nach seinem Regierungsantritt ließ Egica seine schroffe Gegnerschaft zur Partei seines Vorgängers erkennen. Er berief das 15. Konzil von Toledo ein, das am 11. Mai 688 zusammentrat, und bat die versammelten Bischöfe, ihn von dem Eid zu entbinden, mit dem er sich gegenüber Erwig verpflichtet hatte, stets die Interessen von dessen Söhnen zu vertreten. Dabei führte er aus, diese Verpflichtung sei unvereinbar mit seiner Herrscherpflicht, Gerechtigkeit zu üben. Er gab zu verstehen, dass Erwig seine Kinder mit zu Unrecht konfisziertem Besitz beschenkt hatte. Diesen wollte er ihnen offenbar wegnehmen, um die gegnerische Sippe zu schwächen.
Zur Zeit von Egicas Regierung kam es zu einem gefährlichen Aufstand. Ein Gegenkönig namens Suniefred wurde erhoben. Die politischen Hintergründe dieser Rebellion sind unbekannt, doch steht fest, dass Suniefred für einige Zeit die Hauptstadt Toledo unter seine Kontrolle bringen und Egica vertreiben konnte, denn er ließ in Toledo Münzen prägen. Das Misstrauen Egicas gegen Adlige, die er verschwörerischer Umtriebe verdächtigte, war groß und veranlasste ihn zu einer harten Repressionspolitik; mit Hinrichtungen, Konfiskationen und Verbannungen ging er gegen mutmaßliche Gegner vor. Zu seinen Feinden gehörte auch der Metropolit Sisibert von Toledo, der sich an einer Verschwörung gegen den König beteiligte. Das 16. Konzil von Toledo (693) bestätigte daraufhin Sisiberts Amtsenthebung, die der Herrscher bereits eigenmächtig angeordnet hatte.
Die Regierungszeit Egicas war von der Katastrophe einer schweren Pestepidemie geprägt, die 693/694 das Land entvölkerte. Besonders hoch waren die Bevölkerungsverluste im Reichsteil nördlich der Pyrenäen (Septimanien).
Unter Egica erreichte die traditionelle judenfeindliche Politik der Westgotenkönige einen neuen Höhepunkt. 693 bestätigte das 16. Konzil von Toledo ein Gesetz des Königs, mit dem versucht wurde, die Juden durch starke finanzielle Anreize zum Glaubenswechsel zu bewegen. Wenn sie bei ihrer Religion blieben, mussten sie eine Judensteuer bezahlen; der Fernhandel und jeder Geschäftsabschluss mit Christen wurde ihnen verboten. Im folgenden Jahr beschloss das 17. Konzil von Toledo, die Juden zu enteignen und zu versklaven und ihnen ihre Kinder wegzunehmen, um sie christlich zu erziehen. Den Anlass oder Vorwand dazu boten Behauptungen, die Juden hätten im Zusammenwirken mit ausländischen Glaubensgenossen eine Verschwörung gegen das Reich unternommen. Damit war wohl gemeint, dass sie die Muslime zu einem Angriff ermunterten.
Ein Angriff einer byzantinischen Flotte auf die spanische Küste wurde von den Westgoten zurückgeschlagen. Kämpfe mit den Franken, die nach Septimanien eindrangen, sollen für die westgotische Seite ungünstig verlaufen sein; Näheres ist nicht bekannt.

## Familie, Nachfolgeregelung und Tod

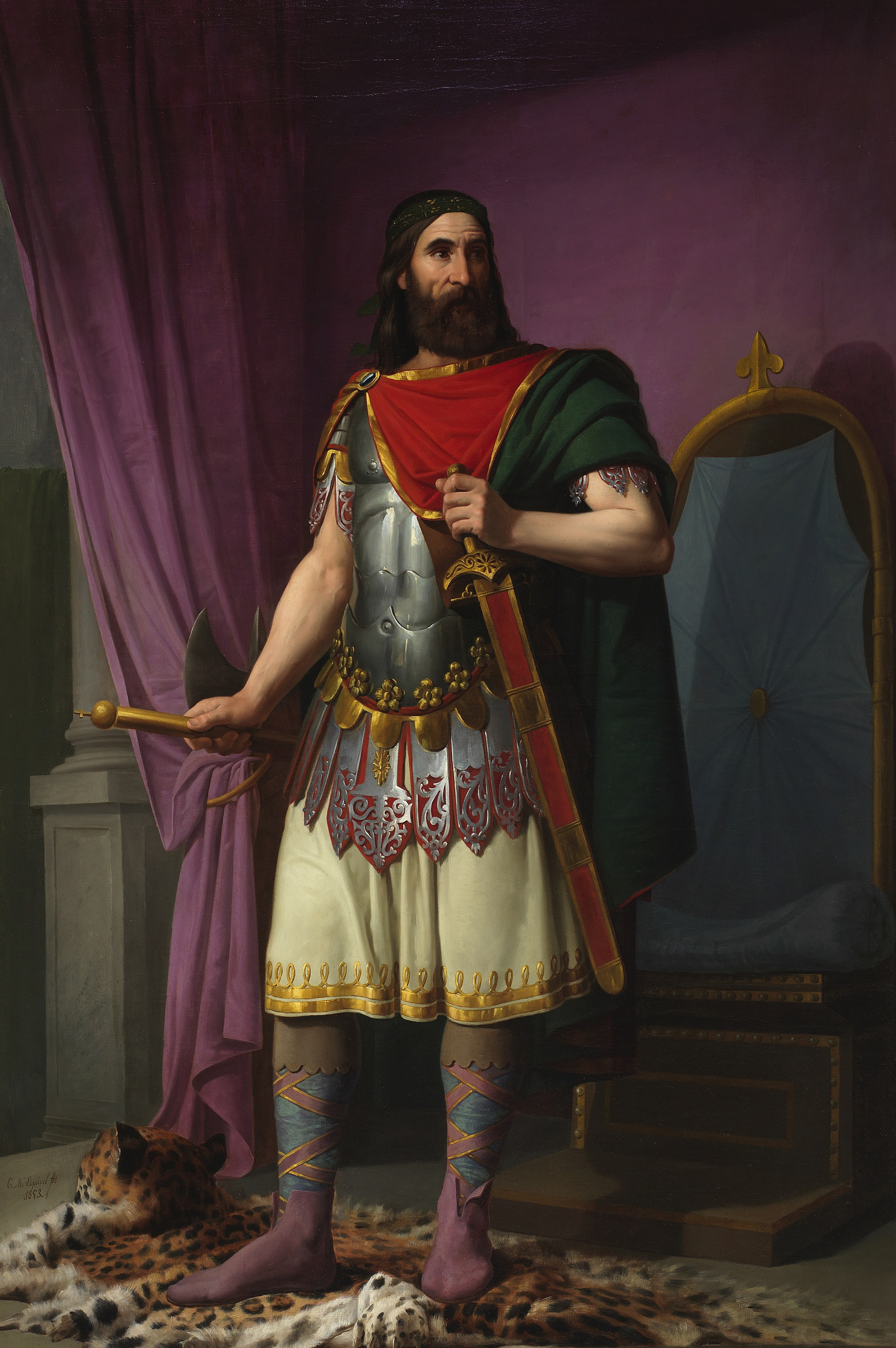
Carlos María Esquivel y Rivas (1830–1867): Egica

Die Behauptung einer späten Quelle, Egica habe seine Gemahlin Cixilo bald nach seiner Erhebung zum König verstoßen, ist unzutreffend, denn sie wurde noch 694 in den Akten des 17. Konzils von Toledo als „ruhmreiche“ Königin erwähnt.
694/695 erhob Egica seinen Sohn Witiza zum Mitregenten. Zeitweilig residierte der Thronfolger in Tui in Galicien. Am 15. November 700 empfing Witiza die Königssalbung; dieser Schritt war erst beim tatsächlichen Regierungsantritt eines zuvor nur nominellen Mitherrschers üblich. Daher ist davon auszugehen, dass Egica zu diesem Zeitpunkt nur noch begrenzt handlungsfähig war und Witiza schon faktisch die Regierungsgeschäfte führte. Egica starb zwischen dem 15. November und dem 31. Dezember 702.
Außer Witiza hatte Egica noch einen weiteren Sohn namens Oppa, der wahrscheinlich mit dem Metropoliten Oppa von Sevilla zu identifizieren ist.